# Mária Ivánka
Mária Ivánka (Budapest, 23 de febrero de 1950) es una jugadora de ajedrez, calificada como Gran Maestra de la FIDE.

## Carrera
Ivánka jugó al ajedrez desde los diez años. A los 11 años ganó su primer torneo de ajedrez, el Campeonato para niñas de la escuela primaria de Budapest.
En 1967, con 17 años, ganó su primer título nacional, el Campeonato de Ajedrez Femenino de Hungría. Ella ganaría el título nacional un total de nueve veces. En las Olimpiadas de Ajedrez, entre 1969 y 1986, obtuvo 6 medallas.
Obtuvo el título de Gran maestra en 1978. En los años setenta, durante la era del ajedrez dominante en la Unión Soviética, se ubicó como una de las mejores jugadoras del mundo. Ella derrotó a la actual campeona del mundo, Nona Gaprindashvili dos veces en torneos internacionales. Su hermano fue el difunto actor y director del Teatro Nacional de Hungría, Csaba Ivánka. 

## Resultados significativos
- 4 medallas de plata olímpicas (1969, 1978, 1980, 1986)
- 2 medallas de bronce olímpicas (1972, 1982)
- 9 veces campeona de Hungría
- 1 veces co-campeona europeo
- 3 veces campeona de Texas

## Premios
- Premio estatal de oro al deporte
- Premio Maróczy

## Publicaciones
- Győzelmünk a sakkolimpián (Nuestra victoria en la Olimpiada, 1979)
- Versenyfutás az aranyérmekért (Carrera por las medallas de oro, 1980)
- Ezüstvezér (Silver Queen, 2000)
- Silver Queen, 2002